# Пол Кемпрекос
Пол Кемпрекос (на английски: Paul W. Kemprecos) е американски писател на бестселъри в жанровете мистерии и трилър.

## Биография и творчество
Пол Кемпрекос е роден на 11 март 1939 г. в Кейп Код, Масачузетс, САЩ. Той е първо поколение на гръцки емигранти.
Завършва Бостънския университет с магистърска степен по журналистика, както и школа за водолази. През 1961 г. започва работа във вестник „Cape Cod Standard Times“ като репортер, а през 1966 г. се премества във вестник „The Cape Codder“ в Кейп Код, Масачузетс, като репортер, редактор и главен редактор.
Докато е главен редактор, в областта става популярна легендата за огромно пиратско съкровище скрито някъде там, а три групи иманяри се опитват и надпреварват безуспешно да го открият. Кемпрекос решава да опита да опише историята в документална книга, но неуспешно. Затова на основа на събрания материал написва детективски роман.
През 1991 г. публикува първия си трилър „Cool Blue Tomb“. В нея герой е Аристотел Платон Сокаридес – „Сок“, бивш полицай и водолаз, който живее в Кейп Код и е търговец на риба, а извън сезона работи като частен детектив. Името на своя герой той взема от името на гимназиалния си учител по английски език, който е бил философски настроен и е живял в навес за лодки със своя голям котарак Коджак. Книгата се харесва на читалите и критиката, и печели наградата „Shamus“ от „Private Eye Writers of America“ през 1991 г. за най-добър роман джобен формат.
Въпреки добрите отзиви за книгите му, и написаните още 4 романа, те не стават бестселъри. Работата му като журналист също намалява и той се оглежда за промяна и нови насоки.
Преди години шансът го среща случайно с писателя Клайв Къслър. Издателят на Кемпрекос изпраща първите му две книги на Къслър за становище. На втората Къслър написва „Не може да има по-добър криминален писател в Америка, отколкото Пол Кемпрекос.“ Постепенно двамата се сближават в живота и областта на литературата.
През 1998 г. Клайв Къслър се обръща към Кемпрекос с предложение за сътрудничество в написването на новата му серия „Досиета „НУМА“. През 1999 г. излиза първият трилър от нея „Загадката „Серпента“. В него главен герой е Кърт Остин, шеф на Специалния отряд към Национална академия за морско и подводно дело (НАМПД/NUMA). В романите освен опита на Къслър в подводните изследвания има принос и от серията на Сокаридес – Остин също обича философията, а друг член на екипа е родом от Кейп Код. Заедно написват общо 8 романа, като всички стават бестселъри, дори романът „Polar Shift“ измества „Шифърът на Леонардо“ от първото място.
През 2012 г. Кемпрекос се връща отново към любимия си герой Сокаридес с романа „Neptune's Eye“ за разследване на поредната криминална загадка.
Пол Кемпрекос живее със съпругата си Кристина (бивш финансов съветник) в Денис Порт, Кейп Код, Масачузетс, в селска къща от 1865 г. С нея карат ски през зимата и правят разходка с лодка през лятото. Имат три деца – Майкъл, Джеф, и Шанън.

## Произведения

### серия „Аристотел Сокаридес – „Сок“
1. Cool Blue Tomb (1991)
2. Neptune's Eye (1991)
3. Death in Deep Water (1992)
4. Feeding Frenzy (1993)
5. The Mayflower Murder (1996)
6. Bluefin Blues (1997)
7. Neptune's Eye (2012)

### серия „Досиетата „НУМА“ – Кърт Остин“' (NUMA Files – Kurt Austin)
в съавторство с Клайв Къслър
1. Загадката „Серпента“, Serpent (1999)
2. Синьо злато, Blue Gold (2000)
3. Огнен лед, Fire Ice (2002)
4. Бяла смърт, White Death (2003)
5. Изгубеният град, Lost City (2004)
6. Polar Shift (2005)
7. The Navigator (2007)
8. Medusa (2009)

серията продължава в съавторство на писателите Клайв Къслър и Греъм Браун